# Geissorhiza imbricata
Geissorhiza imbricata (лат.) — небольшое многолетнее травянистое клубнелуковичное растение, вид рода Geissorhiza семейства Ирисовые (Iridaceae). Эндемик ЮАР. Растёт на влажных песчаных равнинах в Западно-Капской провинции ЮАР.

## Подвиды
Описано два подвида G. imbricata:
- Geissorhiza imbricata bicolor (N.E.Br.) Goldblatt[3].
- Geissorhiza imbricata imbricata (D.Delaroche) Ker Gawl.

## Описание
Подвид Geissorhiza imbricata imbricata — многолетний травянистый клубнелуковичный геофит. Соцветие — колос в основном 6-8(-14)-цветковый; прицветники 6-8(-11) мм длиной. Цветки белые или кремовые, с распростёртыми листочками околоцветника, внешние листочки околоцветника обычно красные снаружи; трубка околоцветника 2-4(-6) мм длиной, заключена в прицветники; листочки околоцветника 10-15(-17) x 4,5-7,0 мм шириной, тупые. Тычиночные нити (3-)4-5 мм длиной; пыльники 3-5 мм длиной. Плод — коробочка продолговато-шаровидная, до 10 мм длиной.
Подвид Geissorhiza imbricata imbricata отличается от Geissorhiza imbricata bicolor несколько меньшими цветками, белыми, либо кремово-белыми до бледно-жёлтых и всегда однородно окрашенными. Листочки околоцветника в основном 10-15 мм длиной, а трубка околоцветника 2-4, редко до 6 мм длиной против в основном 5-8 мм длиной у subsp. bicolor.

## Распространение и местообитание
G. imbricata — эндемик Западно-Капской провинции ЮАР. Распространён в южной части Западно-Капской провинции, простираясь от Капского полуострова на восток до Каледона, Бредасдорпа и на север до долины Тульбаха и Вустера. Произрастает на влажных песчаных равнинах, на болотах и по берегам ручьёв.

## Охранный статус
G. imbricata imbricata имеет площадь распространения (EOO) 18 451 км² и площадь обитания (AOO) 192 км². Известен из 47 местоположений, однако растение потеряло большую часть своей среды обитания из-за выращивания сельскохозяйственных культур и развития городов. Потеря среды обитания продолжается по всему его ареалу. Классифицирован как близкий к уязвимому положению, почти соответствующий критерию B для того, чтобы быть классифицированным как уязвимый.

## Галерея

Geissorhiza imbricata
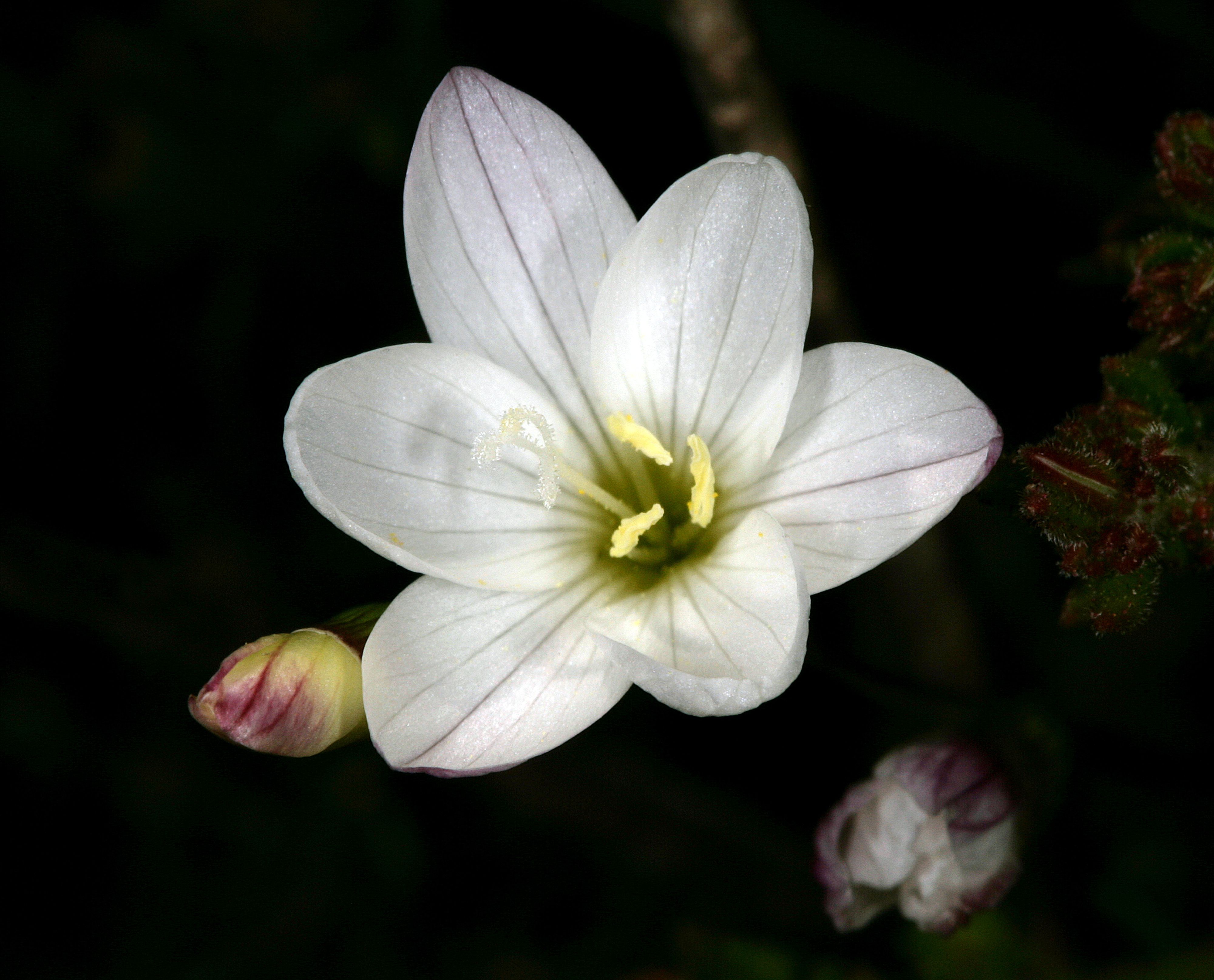
Цветок G. imbricata imbricata
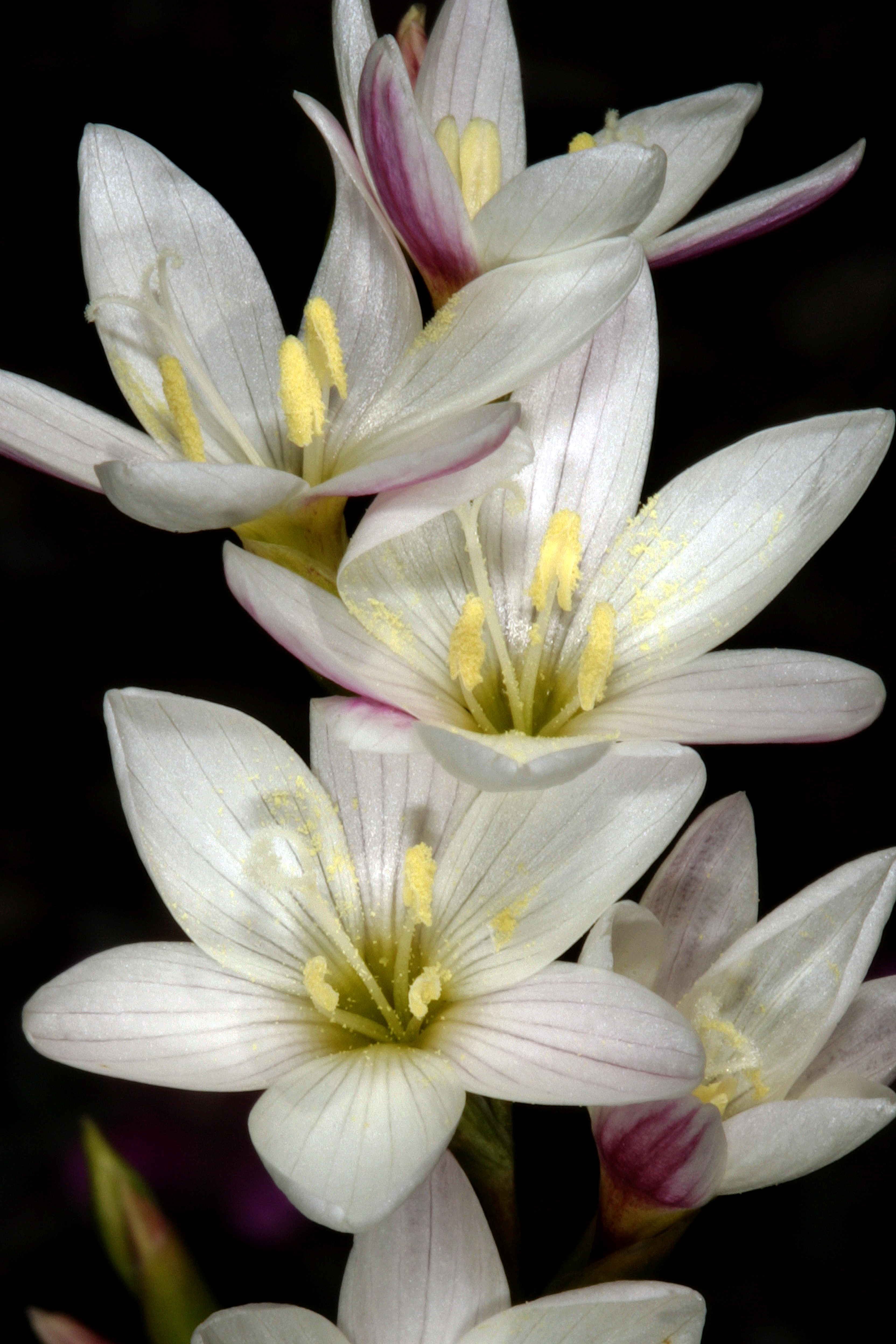
Соцветие  G. imbricata imbricata
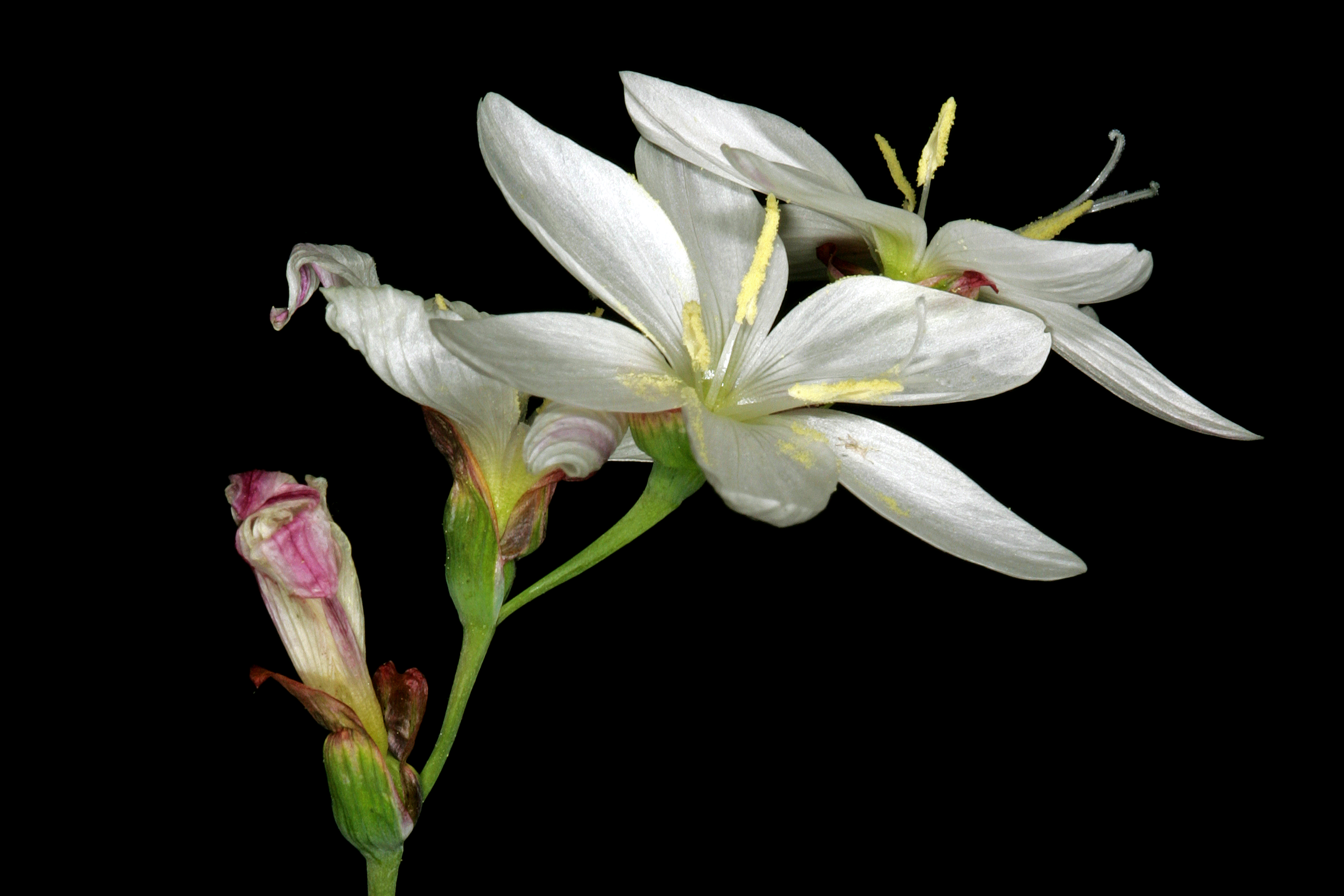
Соцветие — колос
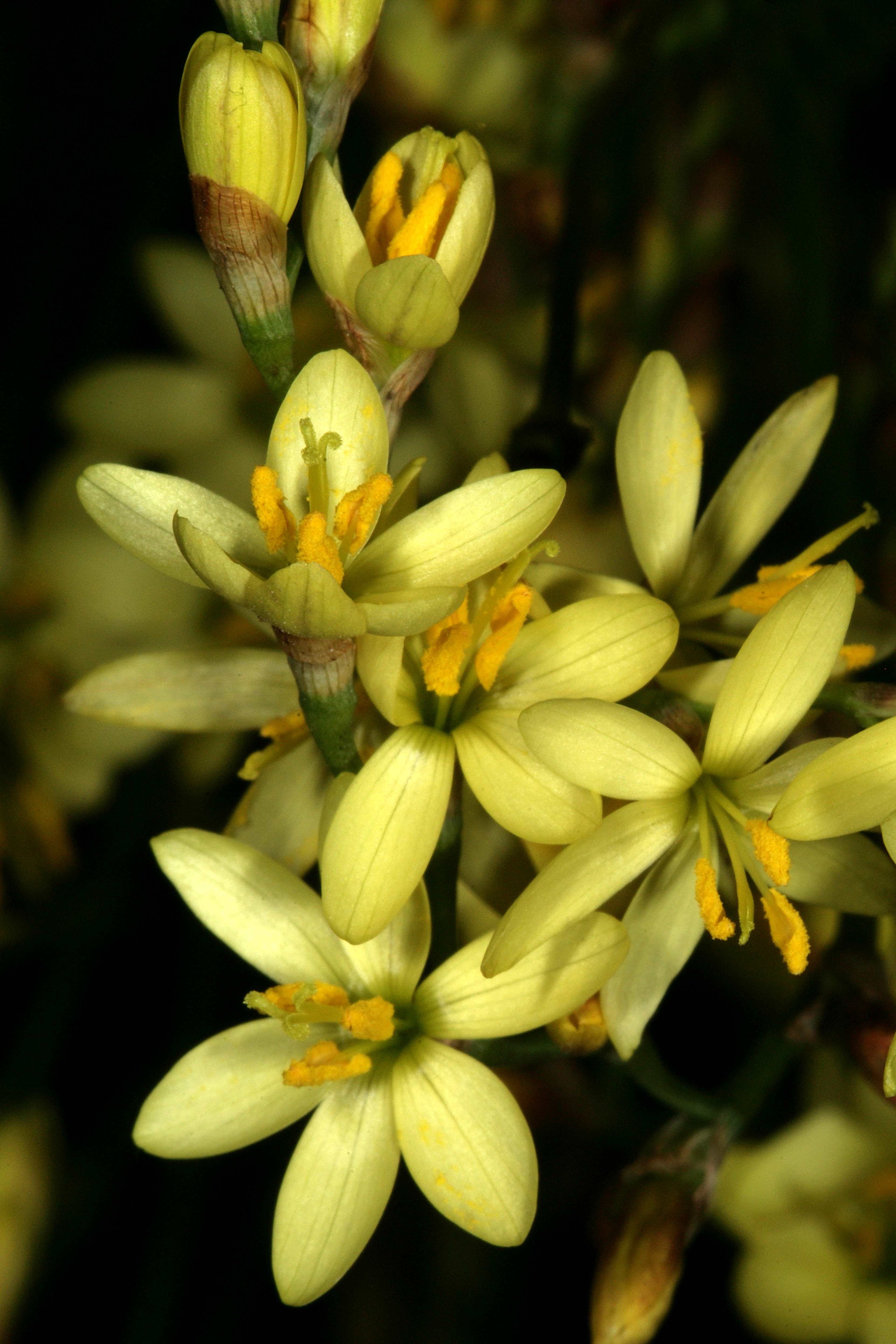
Соцветие G. imbricata bicolor